# 富津村 (岡山県)
富津村（とみつそん）は、岡山県御津郡にあった村。
現在の加賀郡吉備中央町神瀬、小森、高富、船津にあたる。

## 沿革
- 1889年6月1日 - 町村制施行に伴い、津高郡神瀬村、小森村、高富村、船津村が合併し、富津村となる。
- 1900年4月1日 - 津高郡が御野郡と合併し、御津郡となる。
- 1904年12月1日 - 御津郡上田村と合併、円城村となる。